# فهرست وابسته‌های دیپلماتیک بلژیک

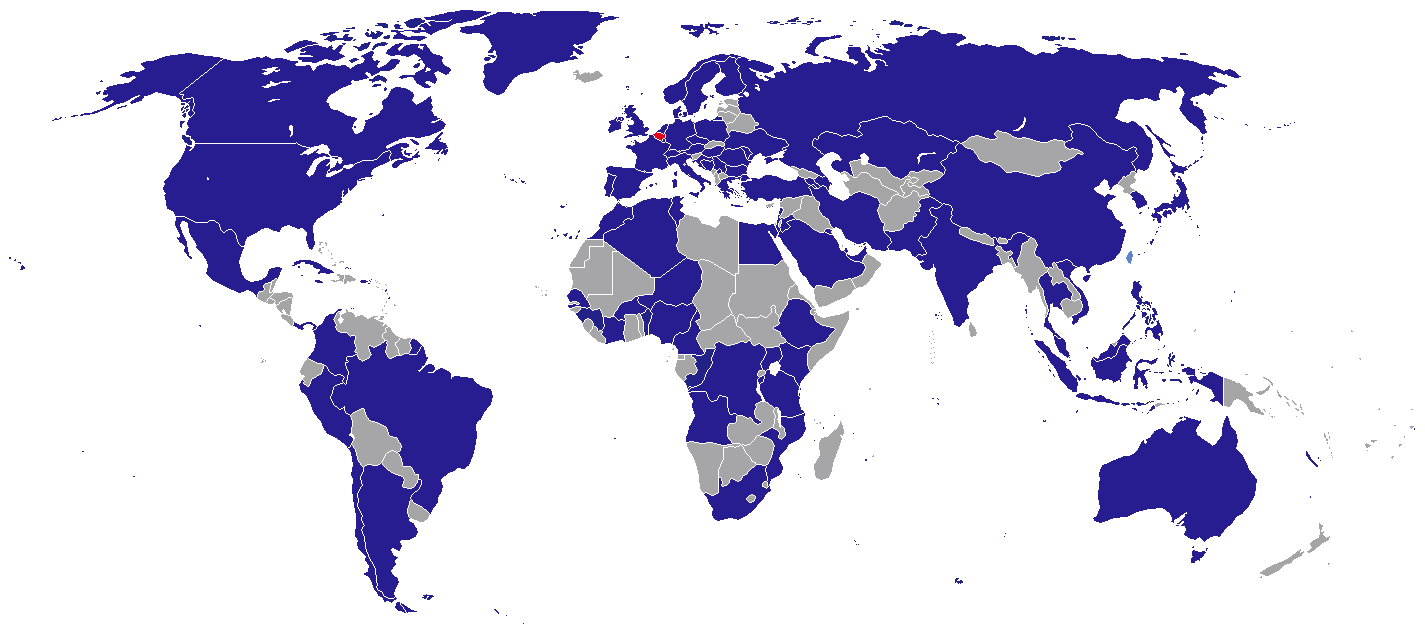
نقشه کشورهای دربردارنده سفارتخانه بلژیک

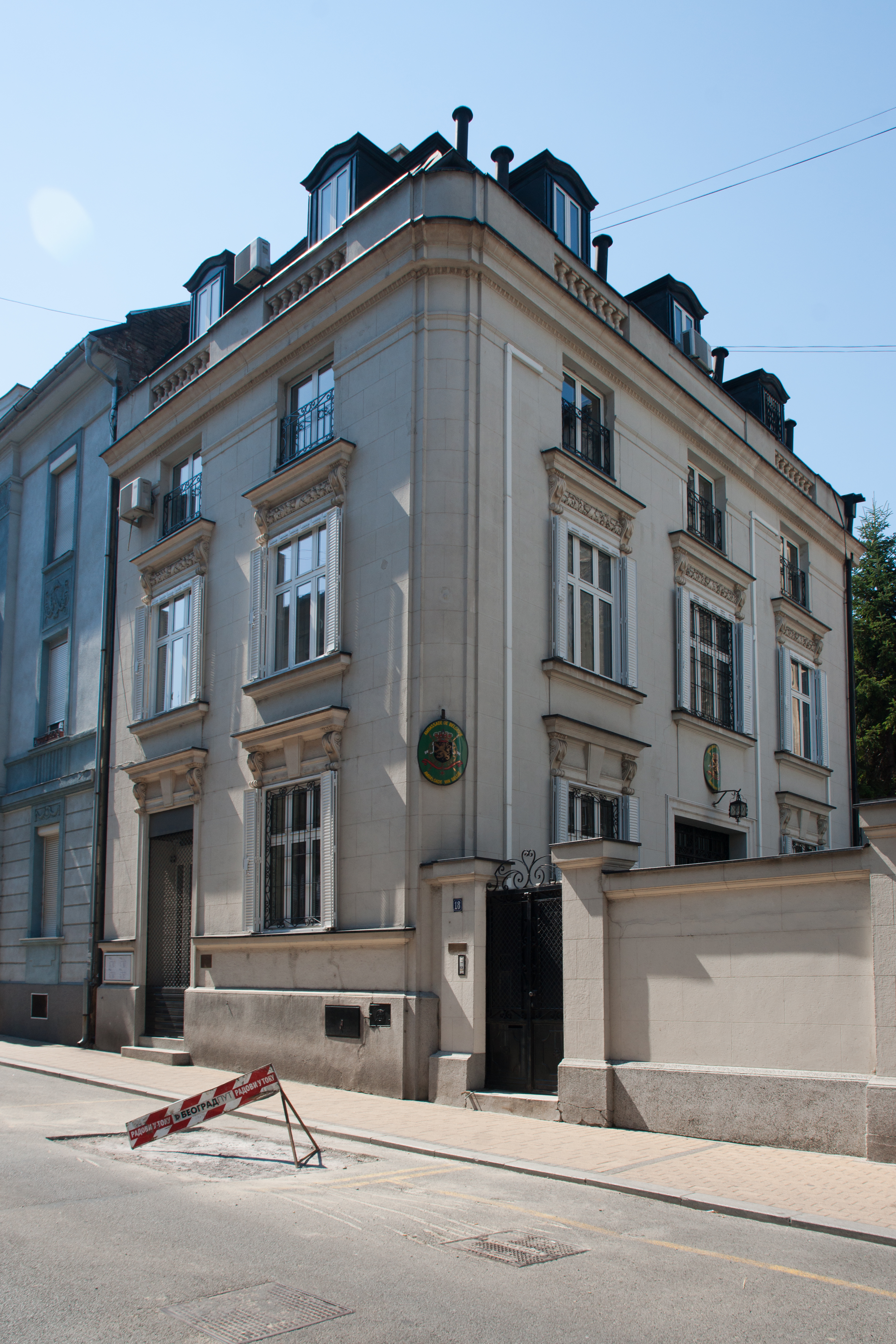
سفارتخانه بلژیک در بلگراد

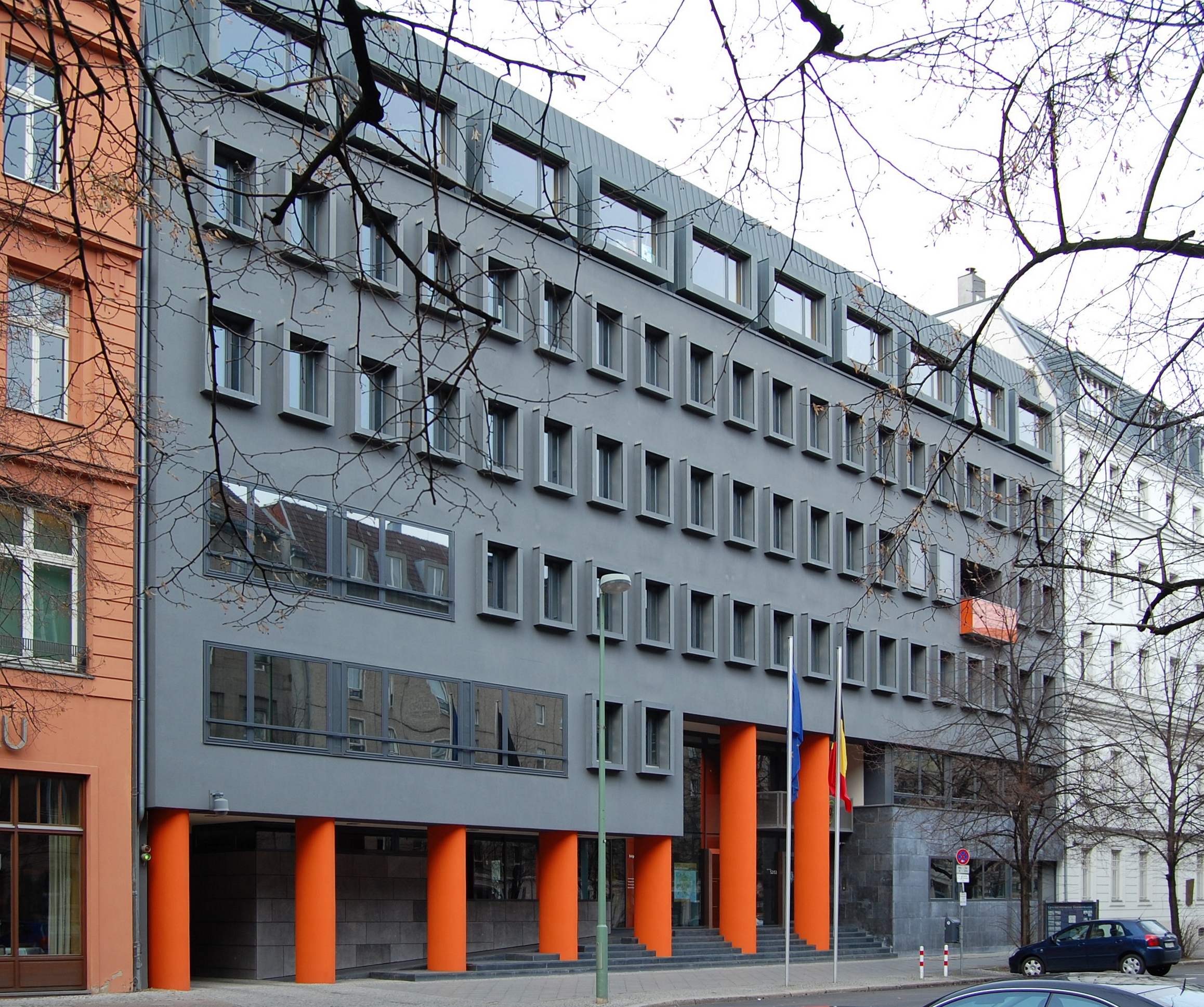
سفارتخانه بلژیک در برلین

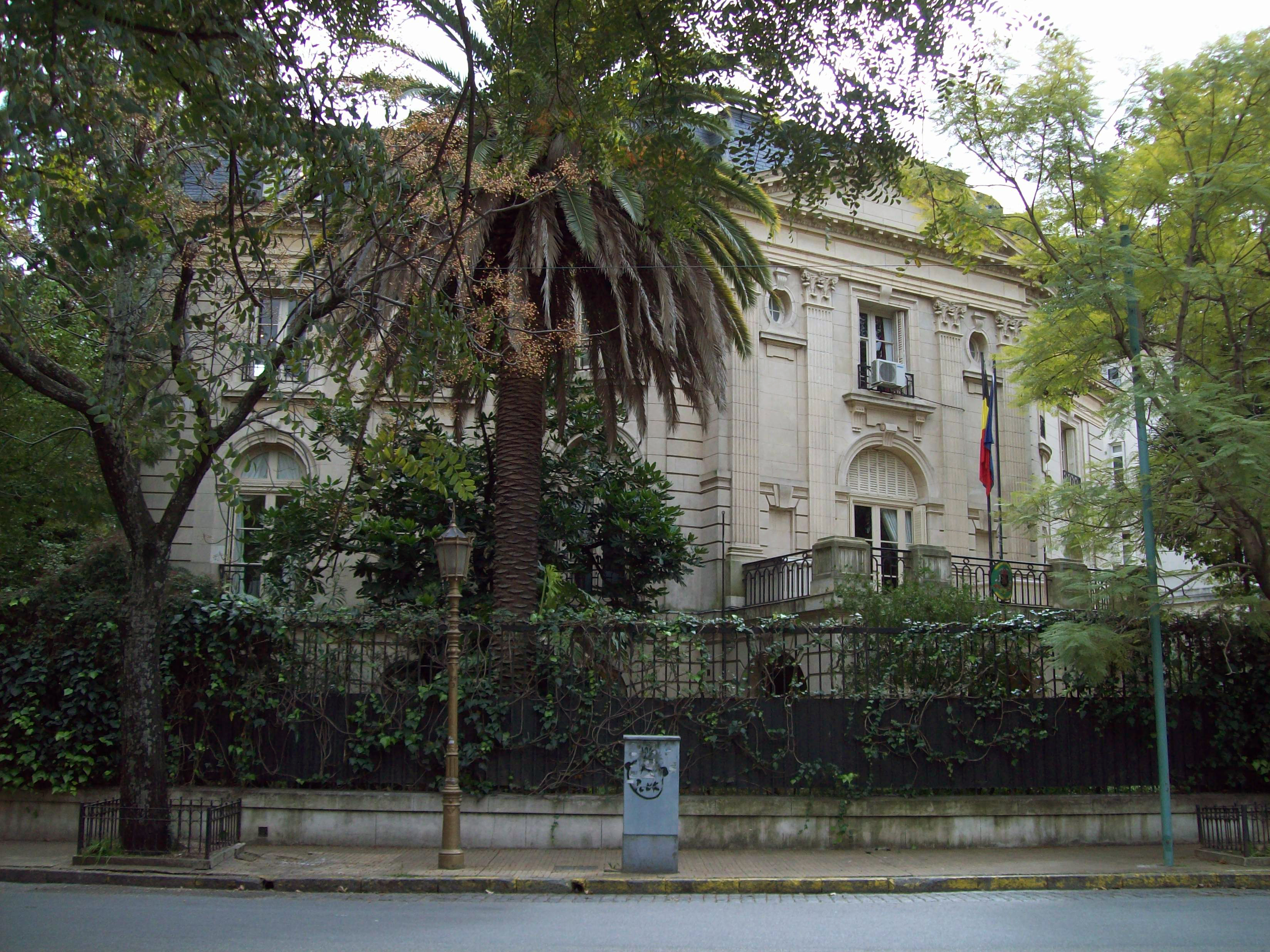
اقامتگاه سفارتخانه بلژیک در بوئنوس آیرس

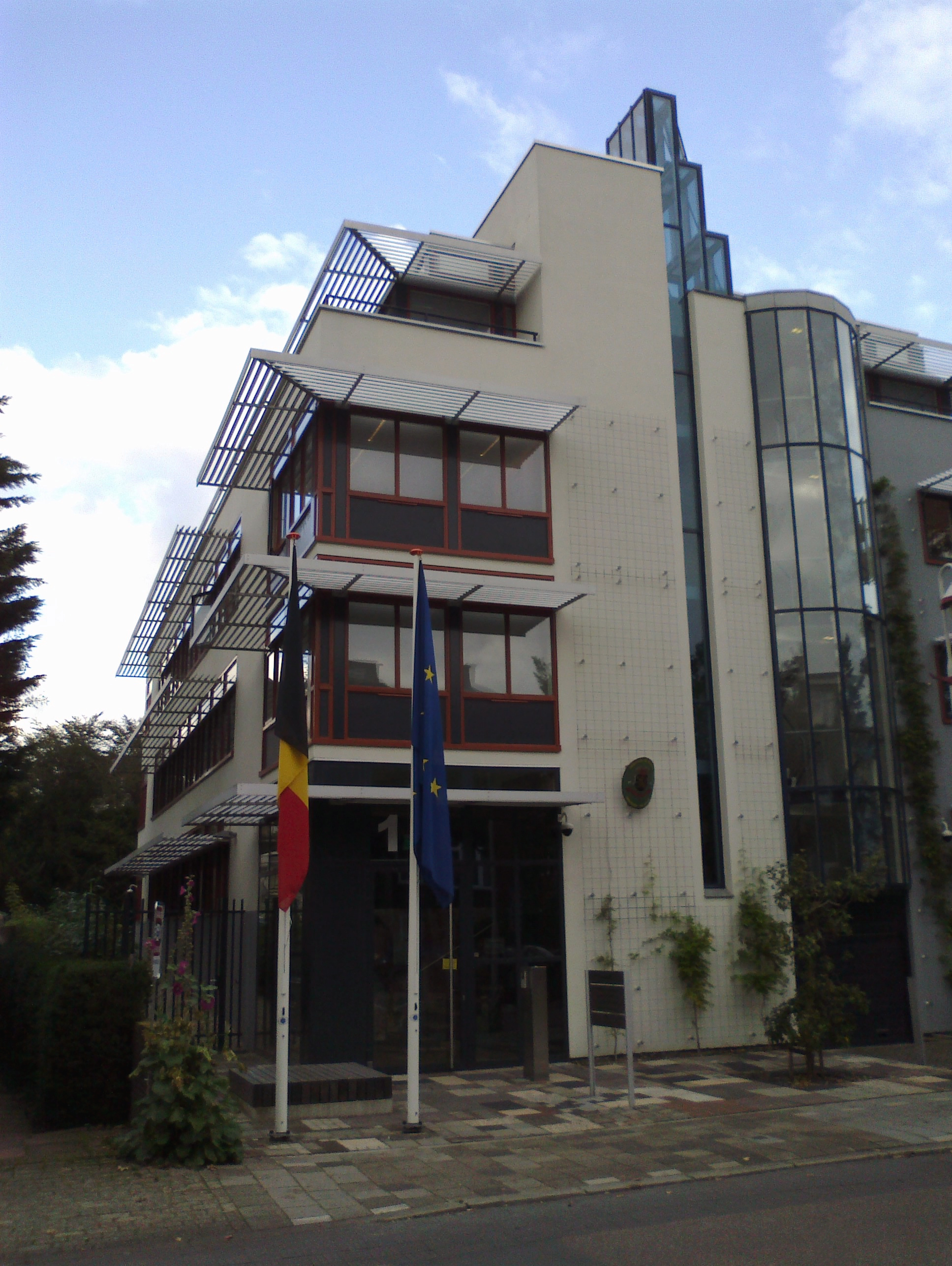
سفارتخانه بلژیک در لاهه

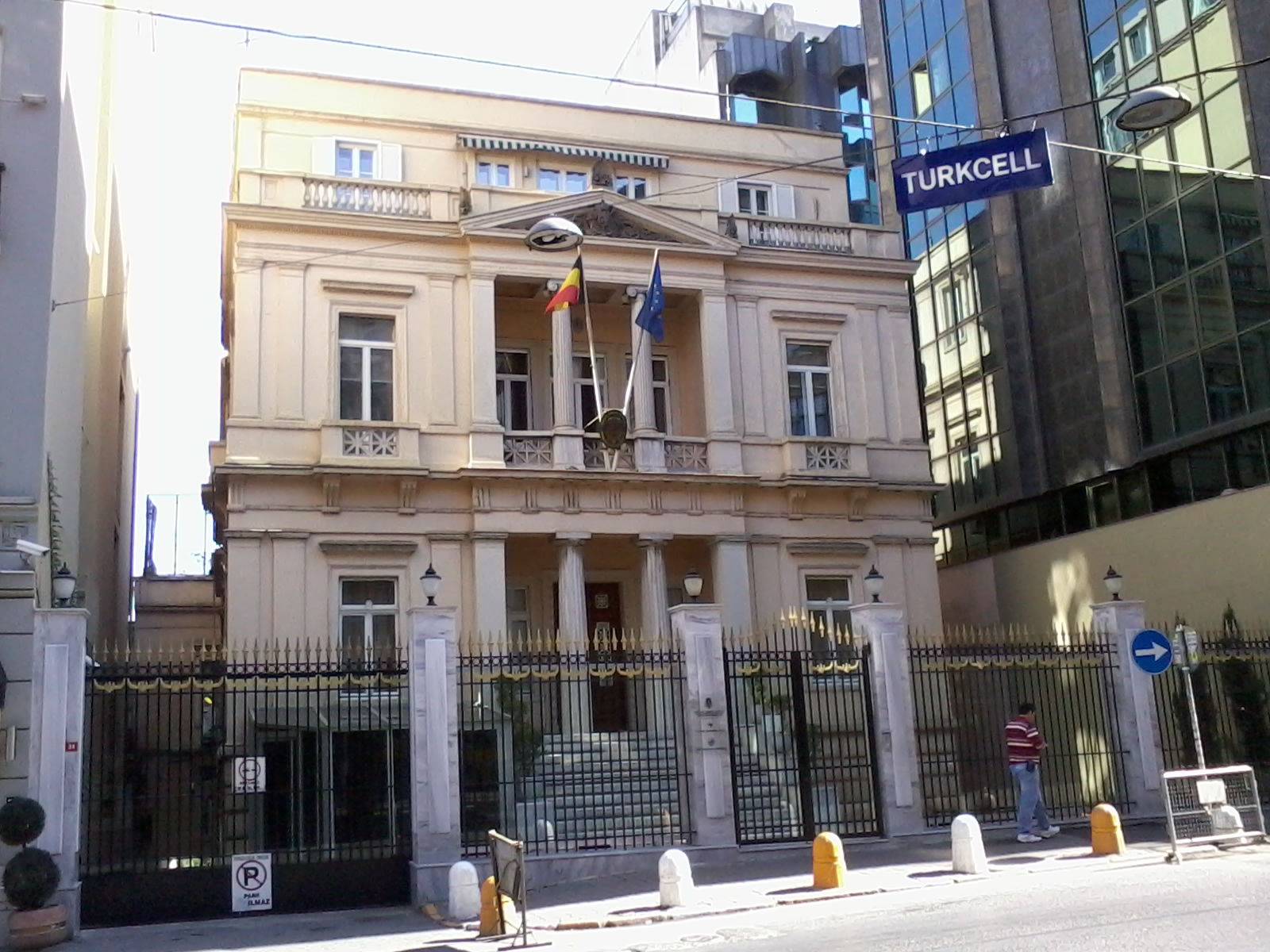
سرکنسولگری بلژیک در استانبول

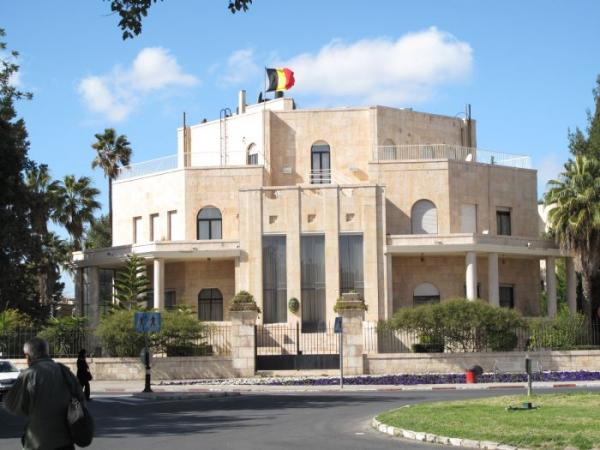
سرکنسولگری بلژیک در اورشلیم

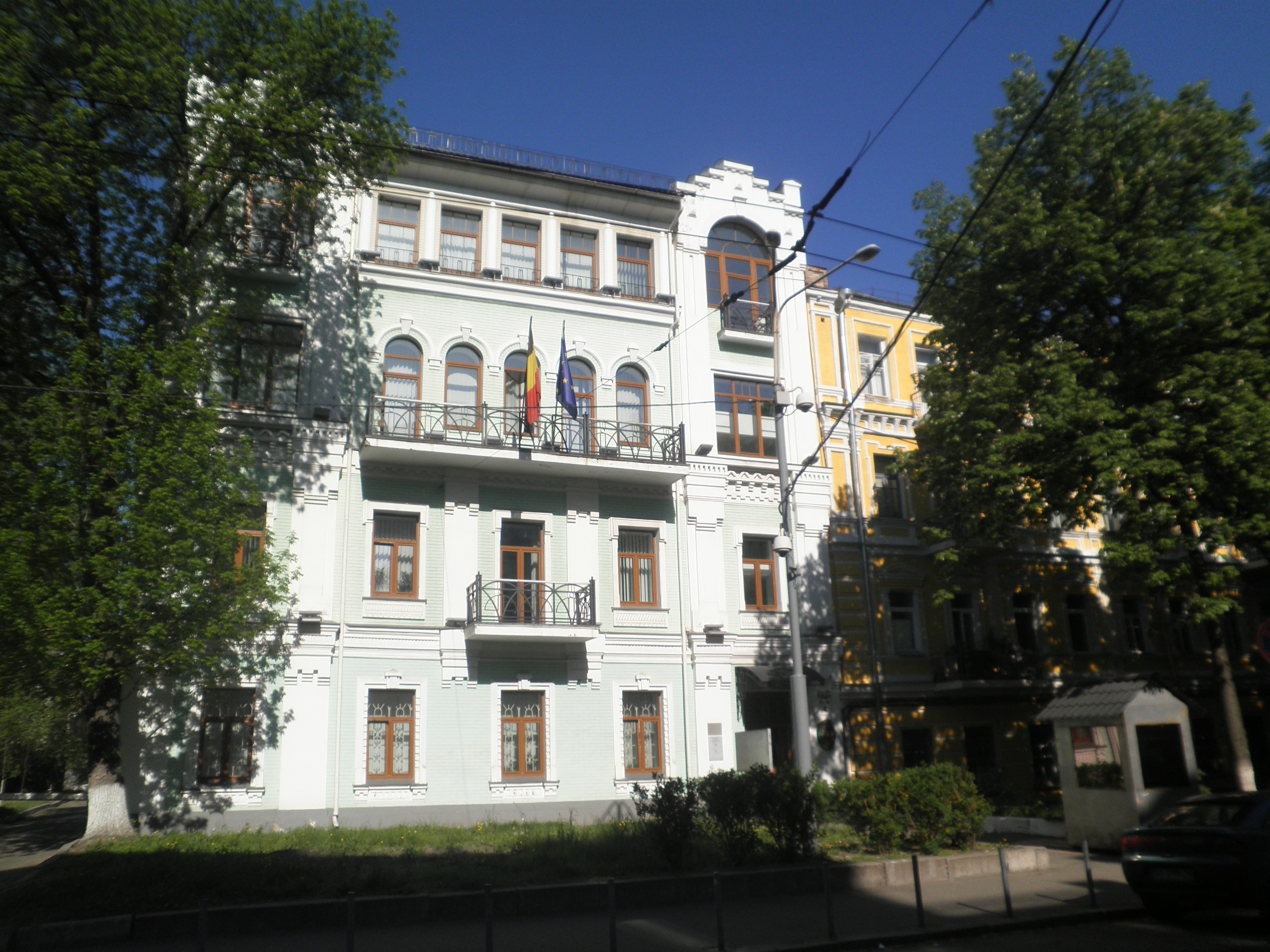
سفارتخانه بلژیک در کی یف

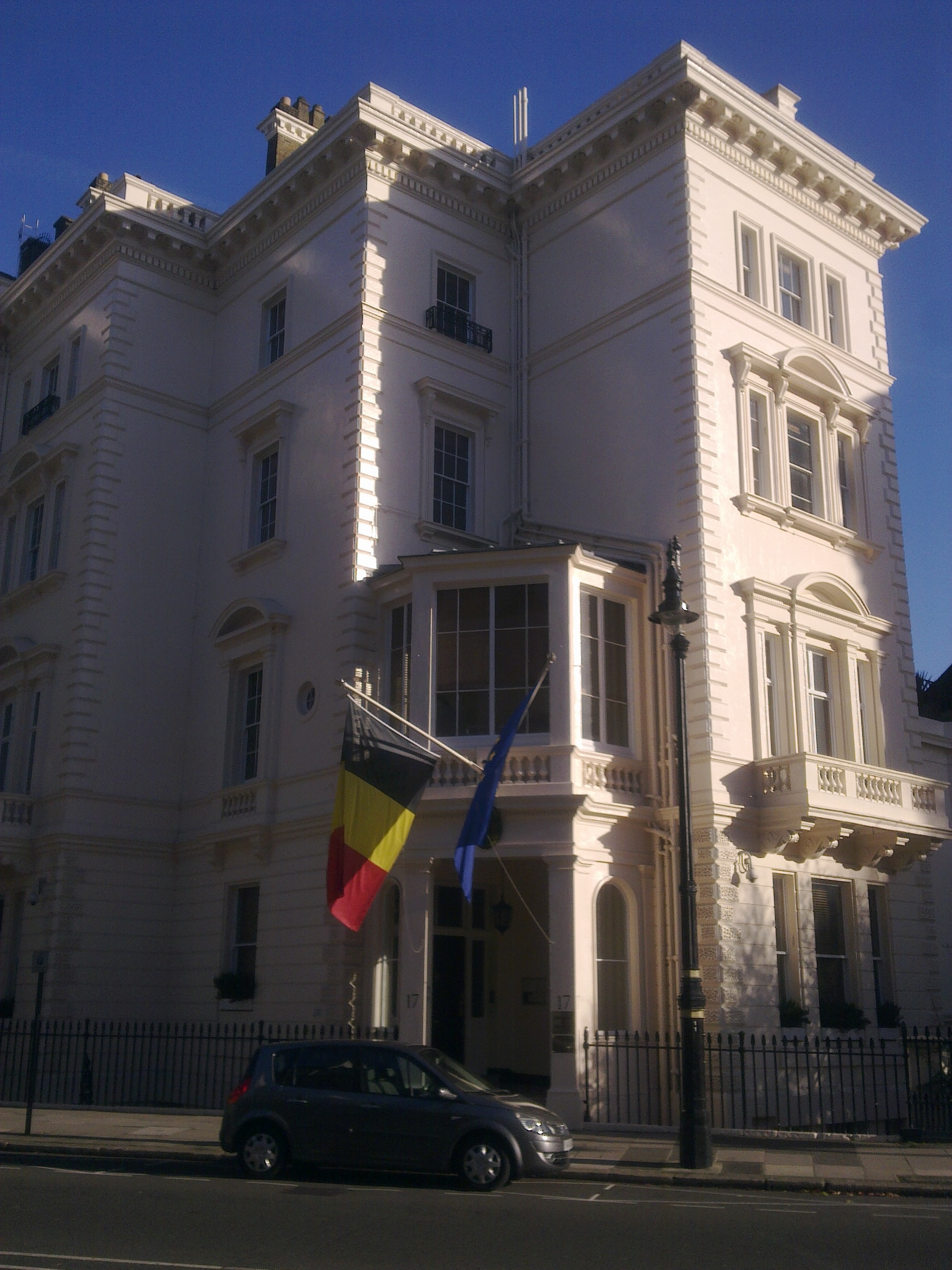
سفارتخانه بلژیک در لندن

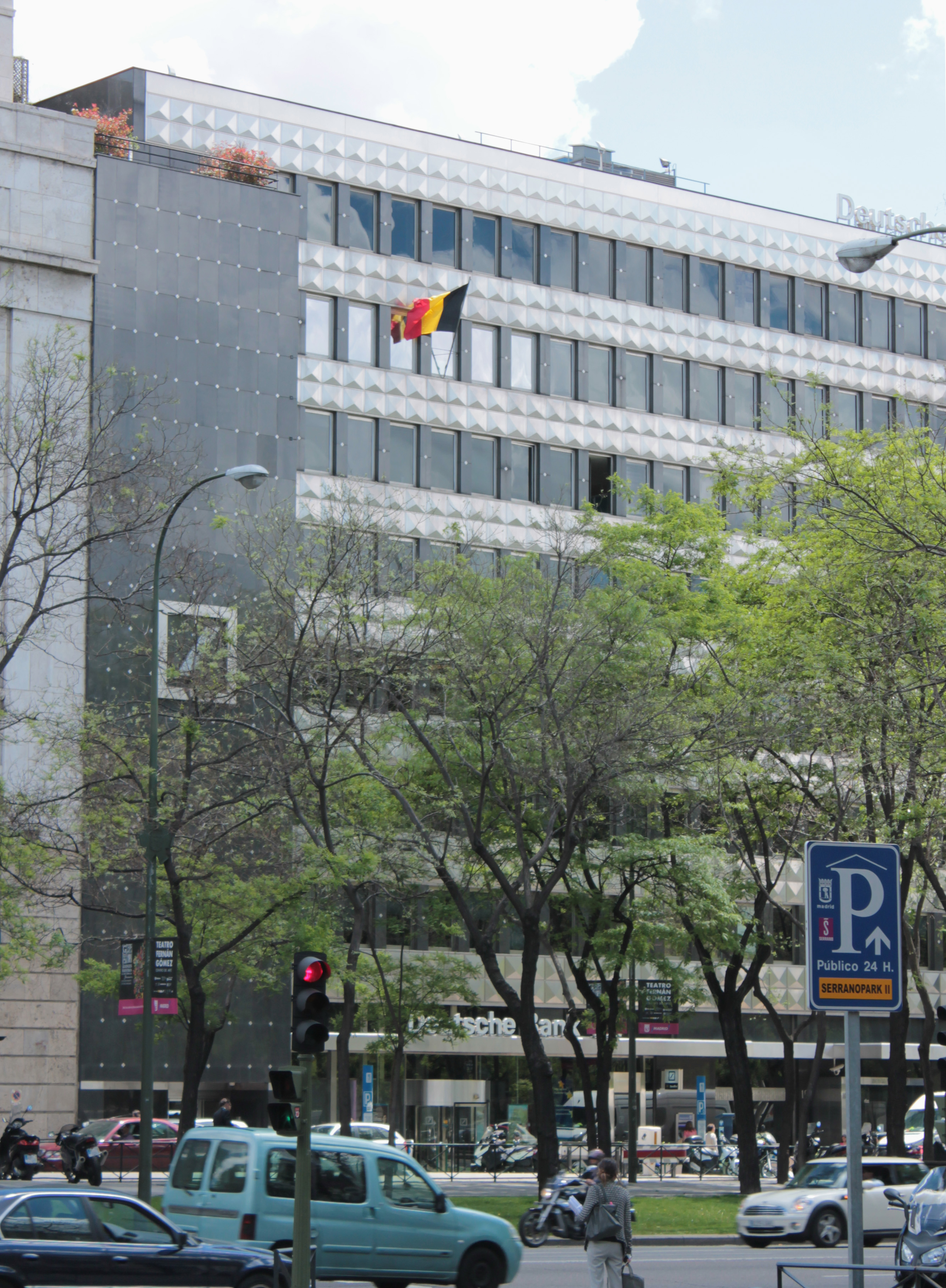
سفارتخانه بلژیک در مادرید

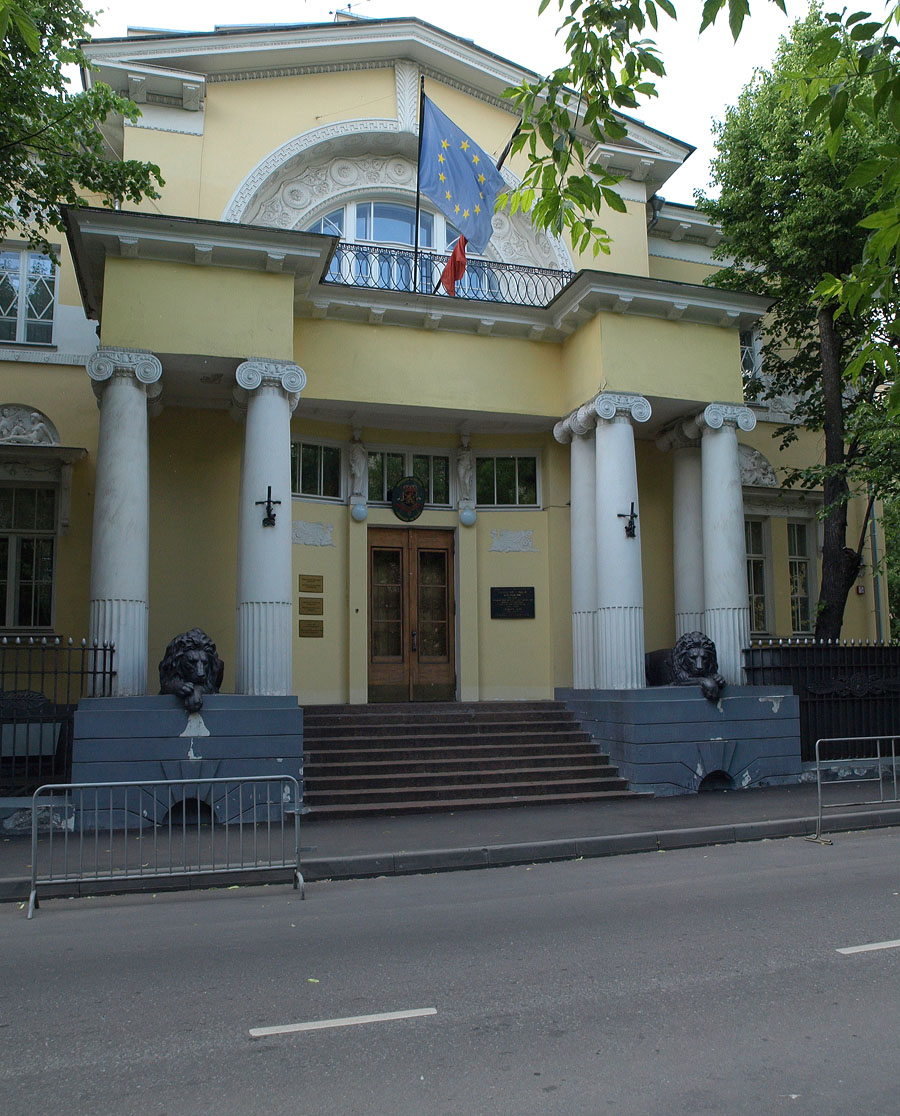
سفارتخانه بلژیک در مسکو

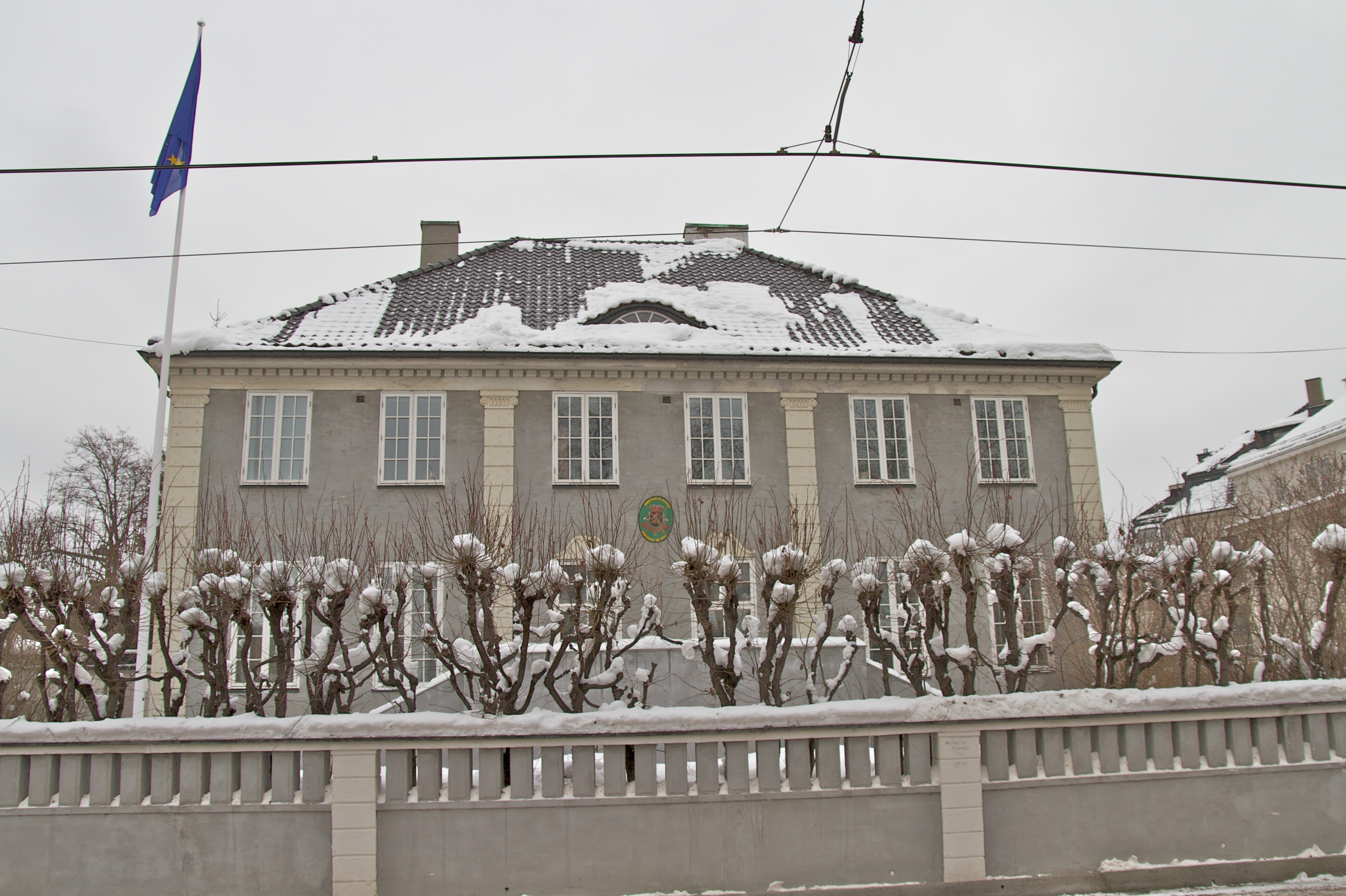
سفارتخانه بلژیک در اسلو

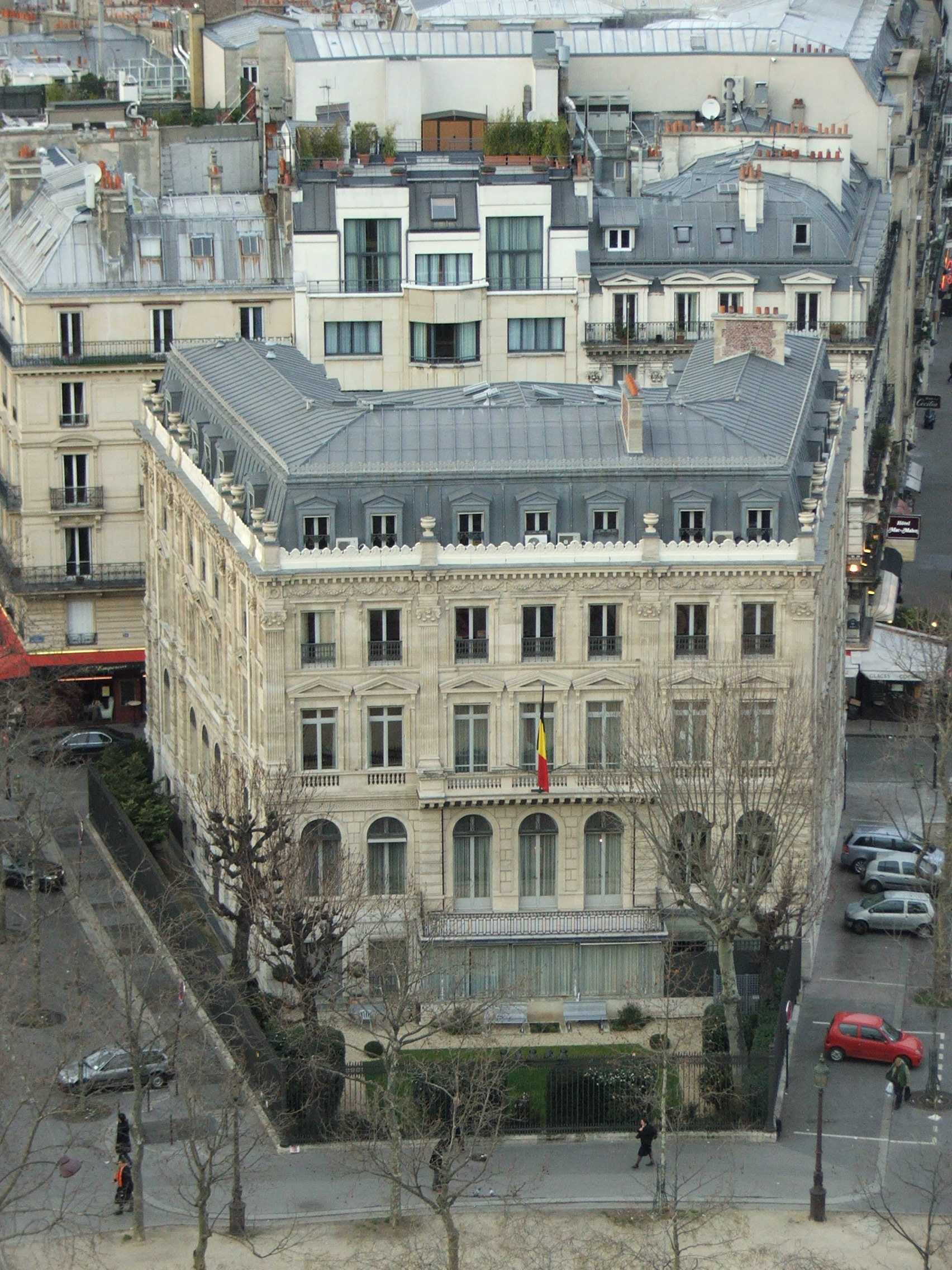
سفارتخانه بلژیک در پاریس

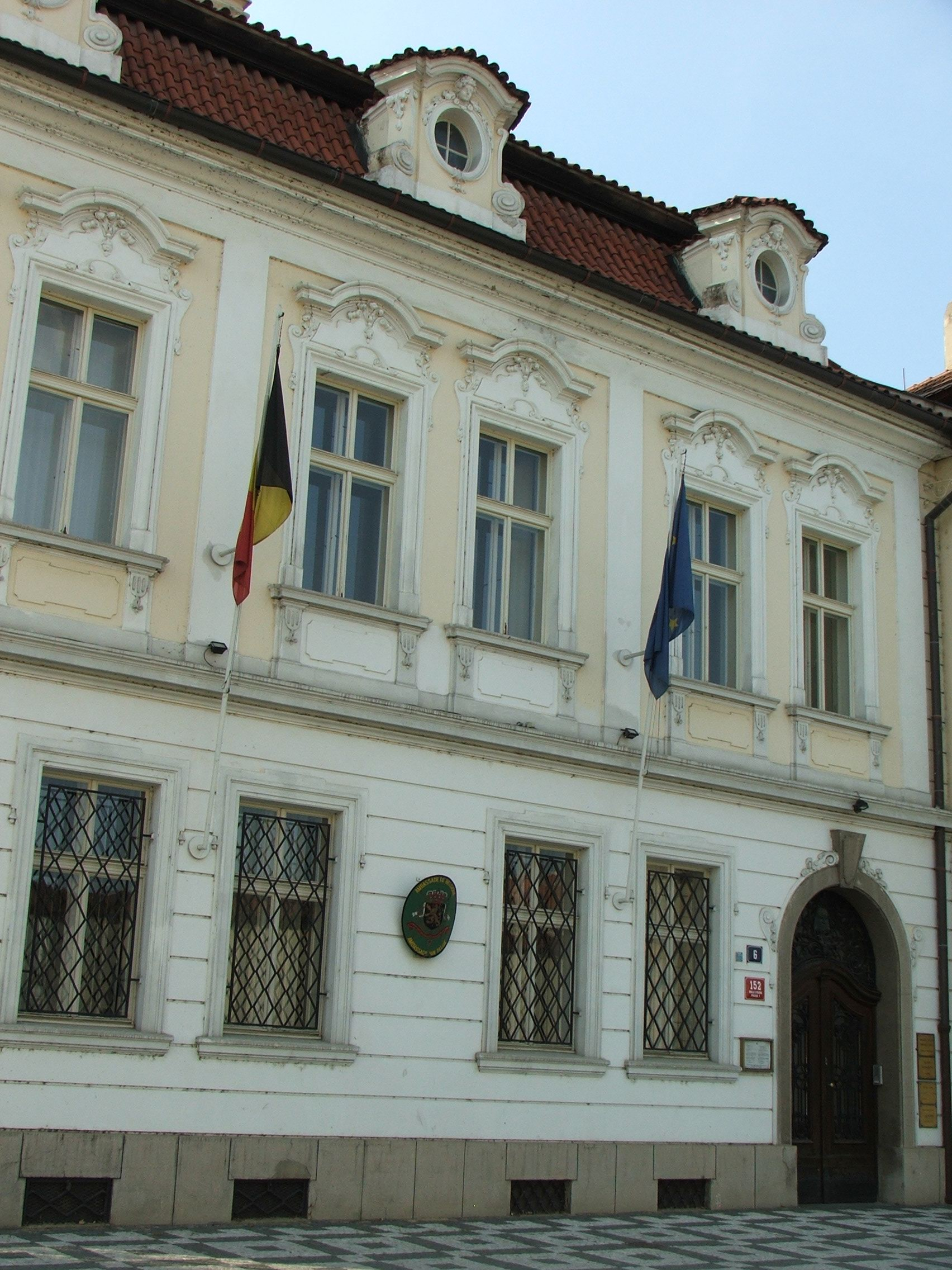
سفارتخانه بلژیک در پراگ

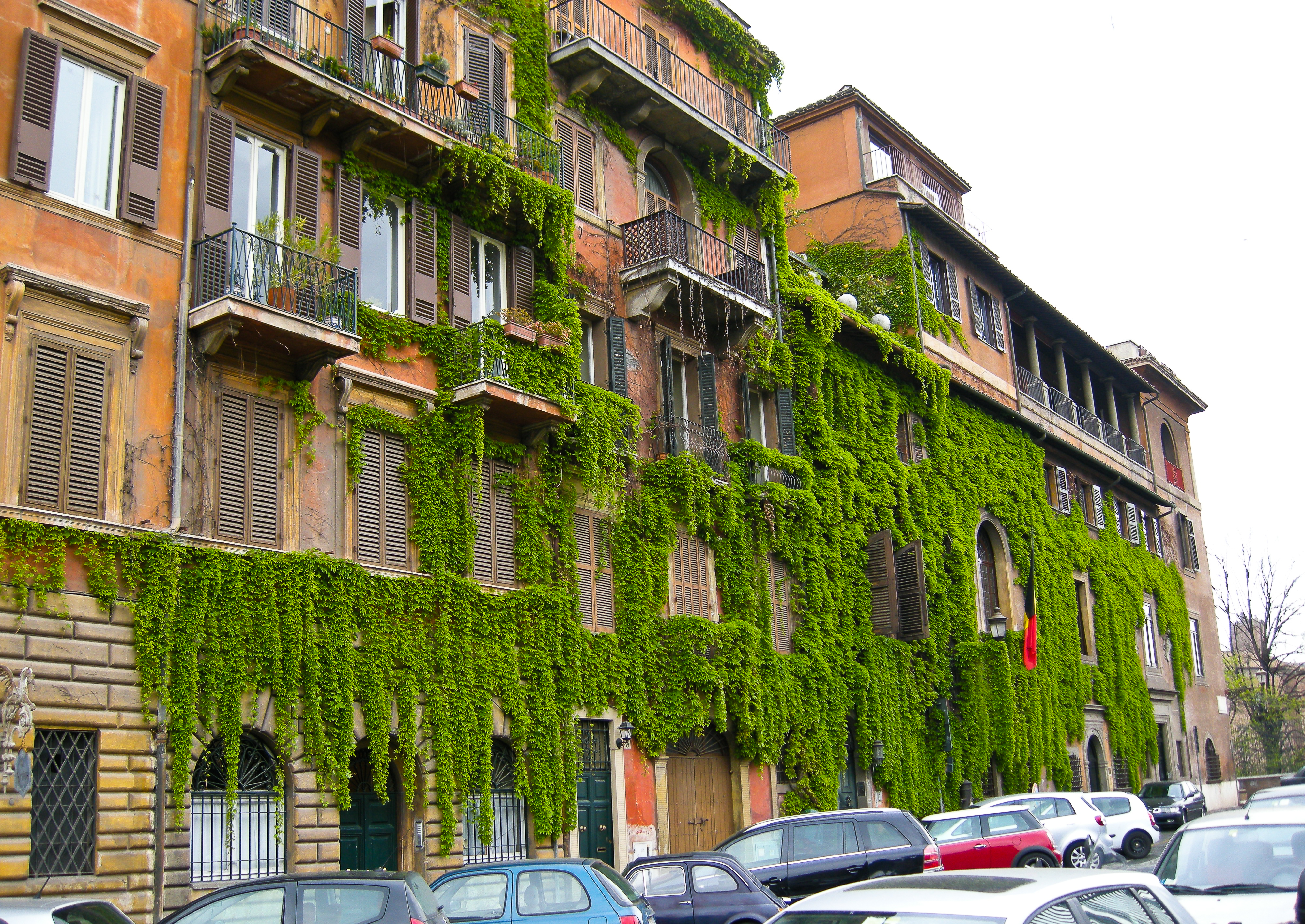
سفارتخانه بلژیک در رم

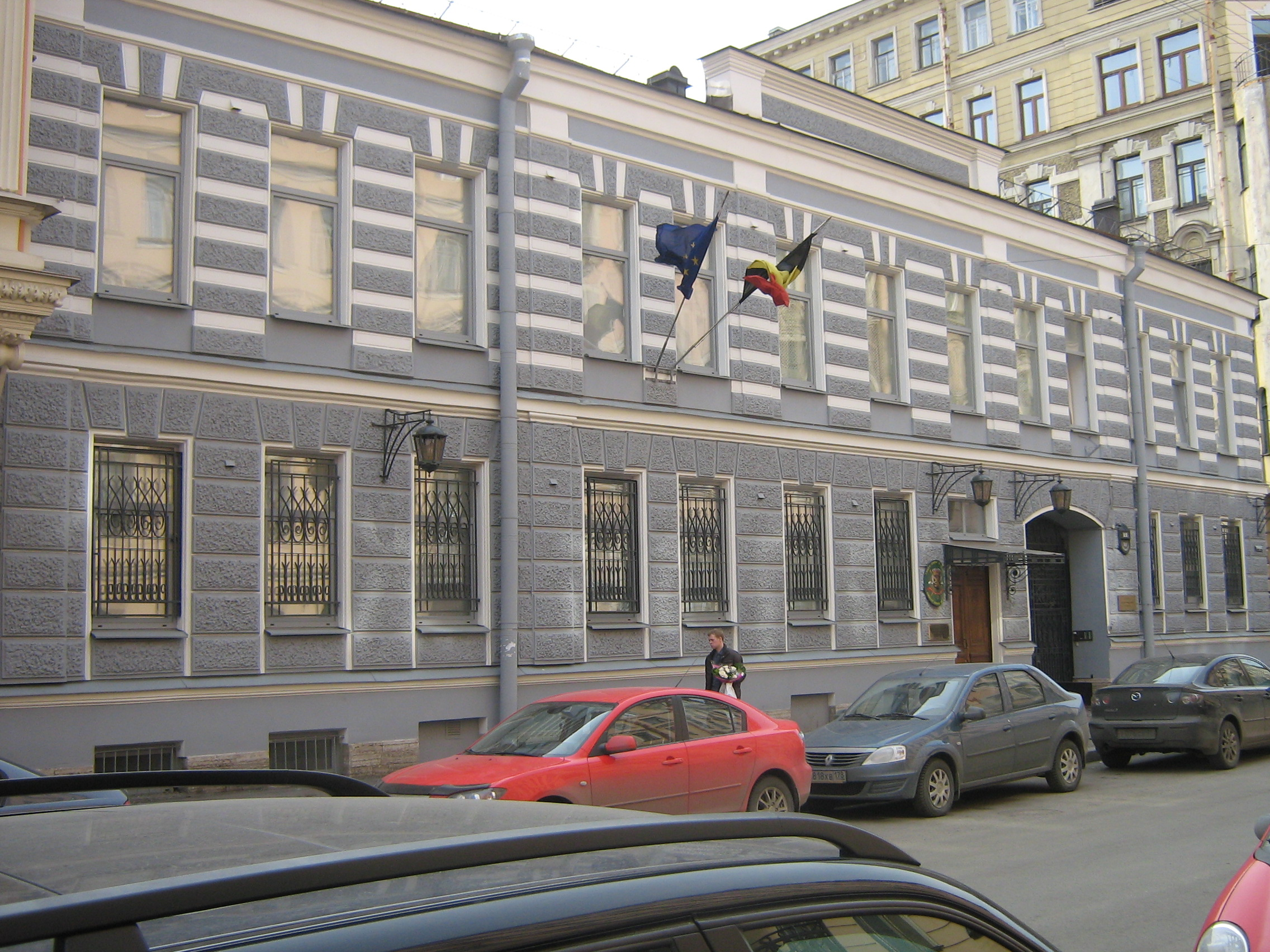
سرکنسولگری بلژیک در سن پترزبورگ

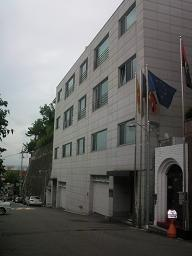
سفارتخانه بلژیک در سئول

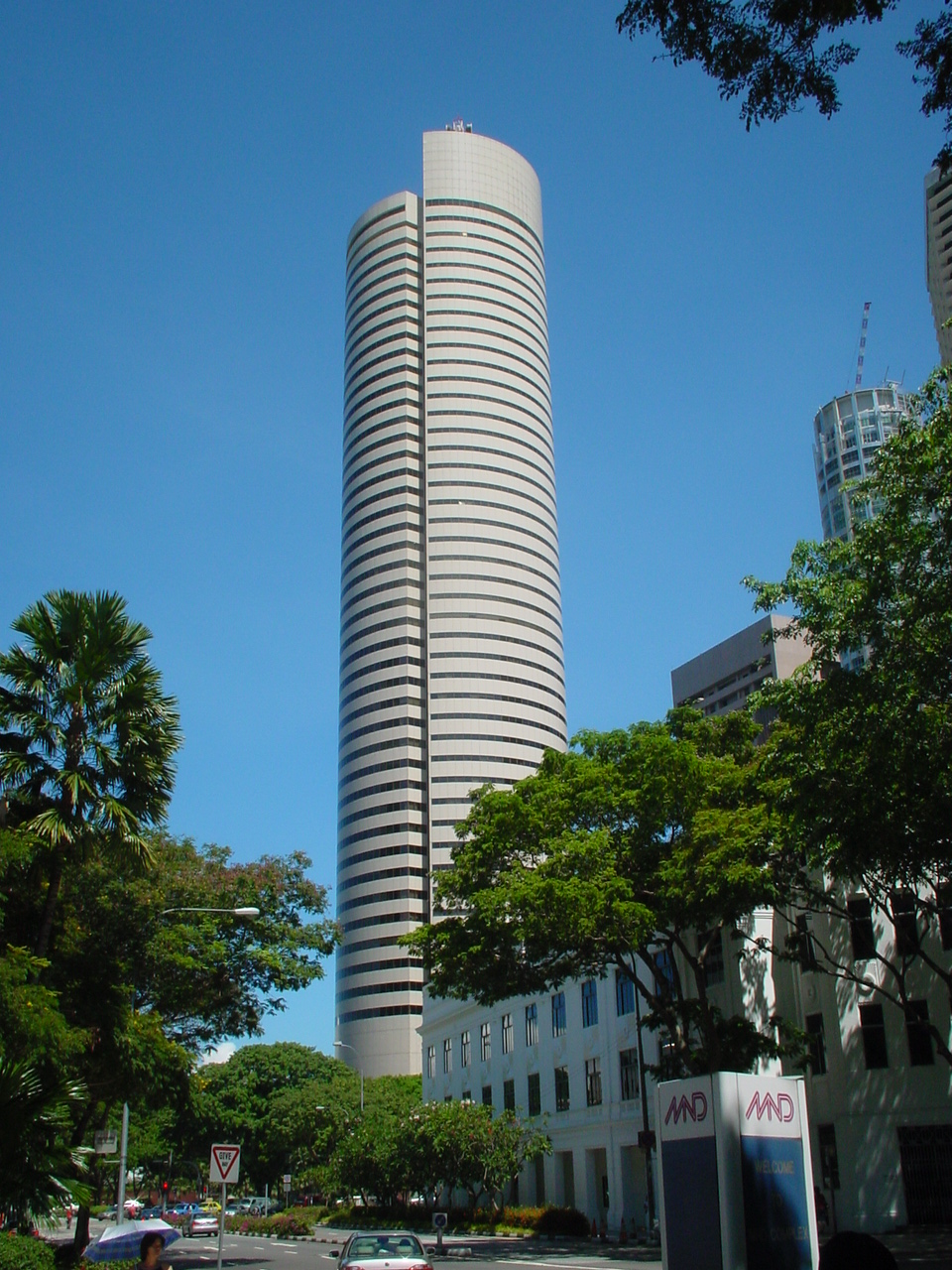
سفارتخانه بلژیک در سنگاپور، در طبقه چهاردهم برج.

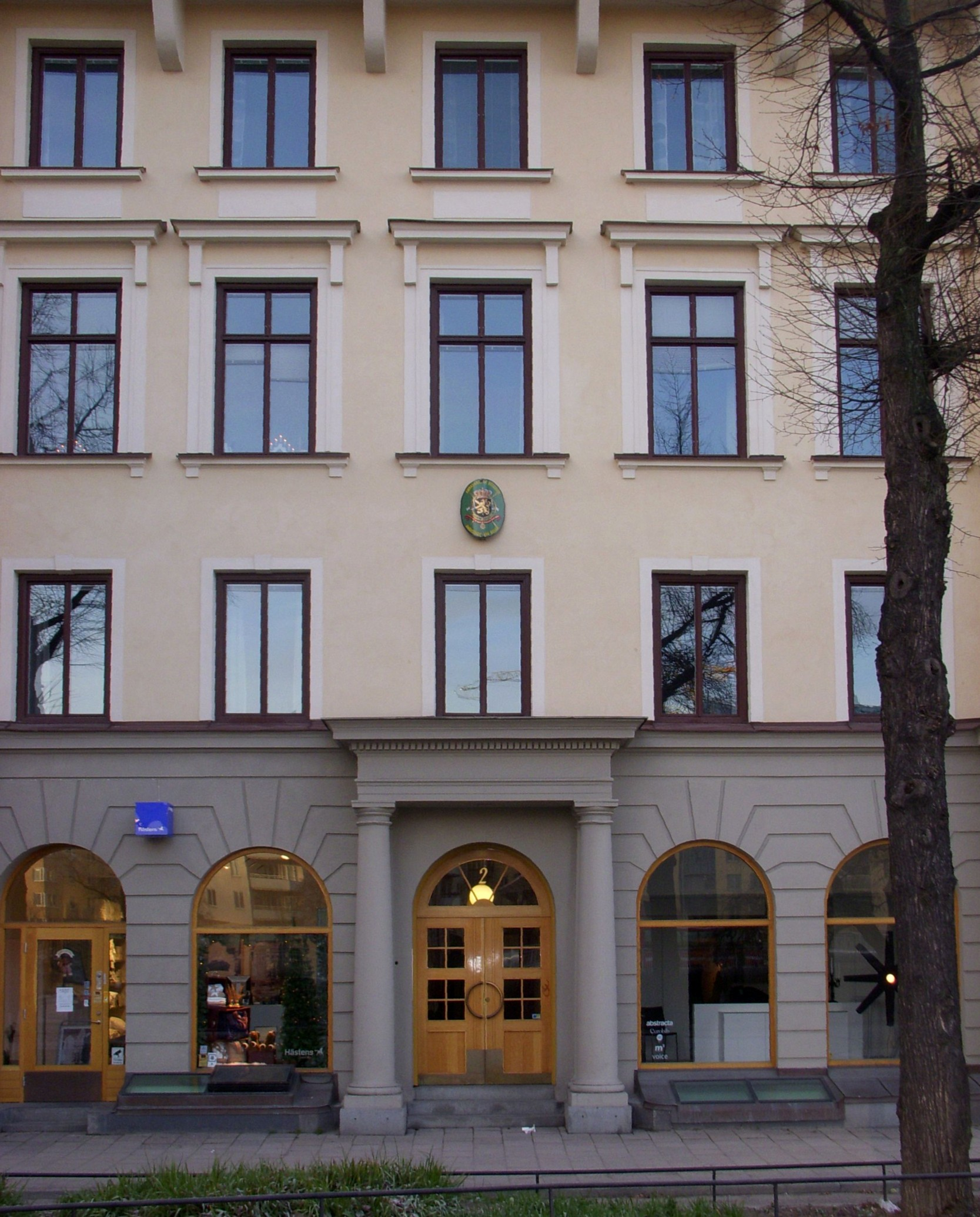
سفارتخانه بلژیک در استکهلم

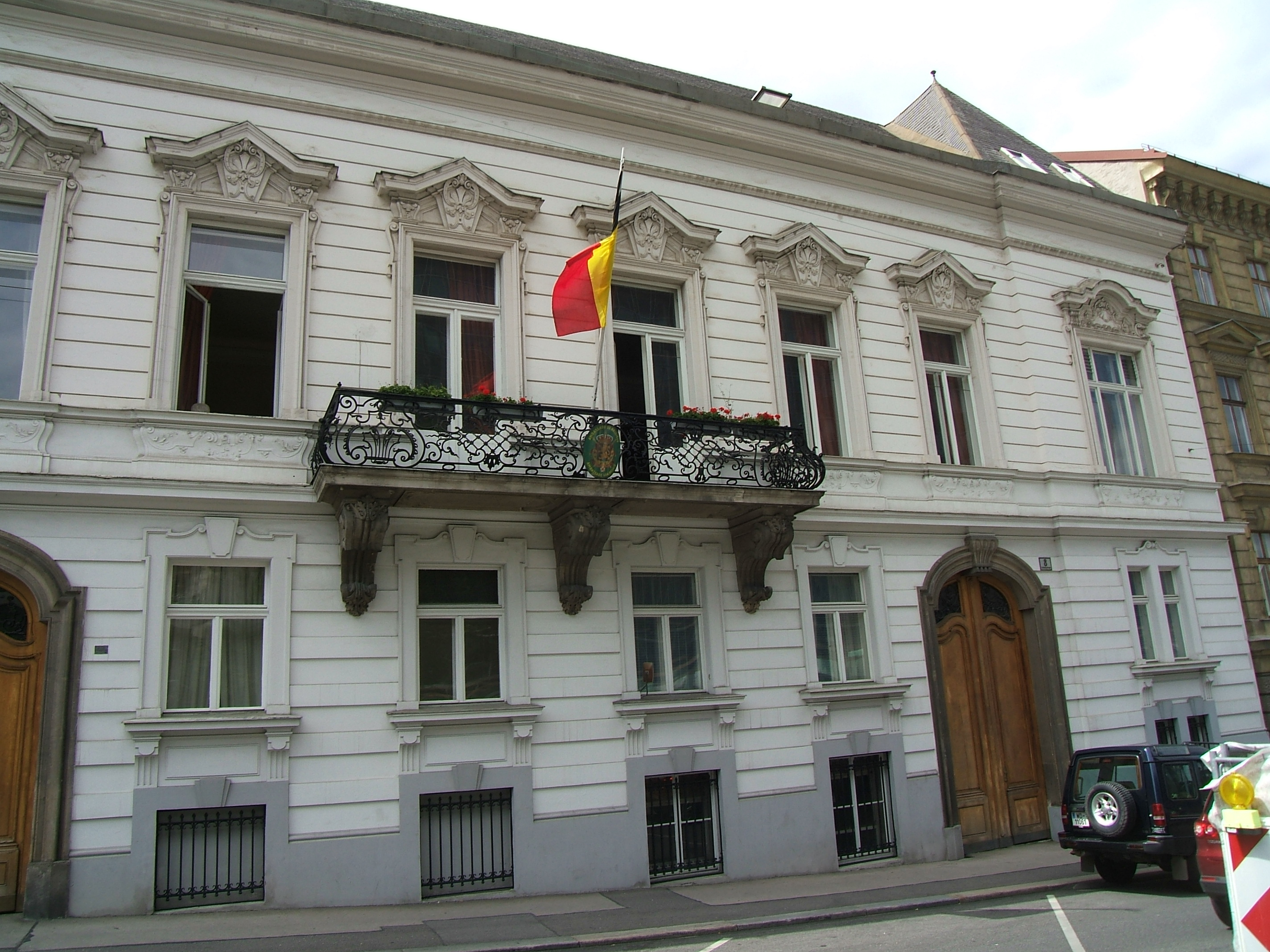
سفارتخانه بلژیک در وین

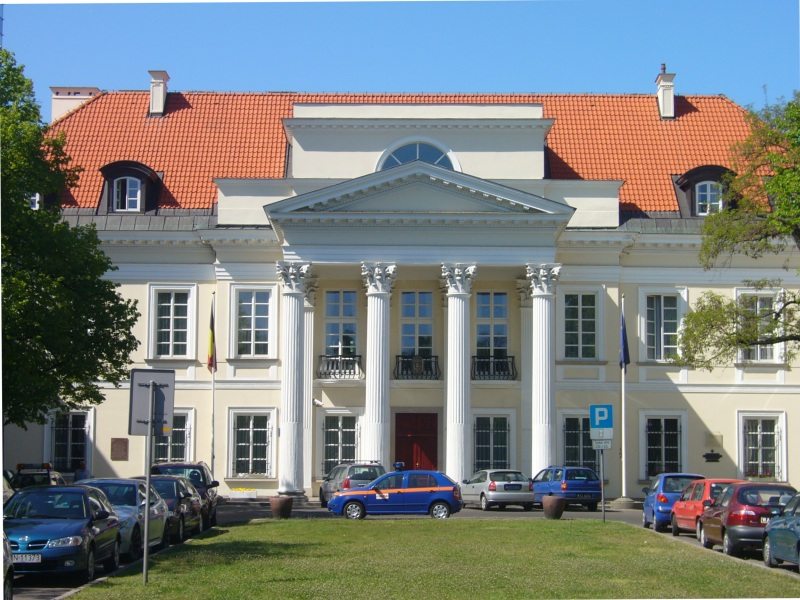
سفارتخانه بلژیک در ورشو

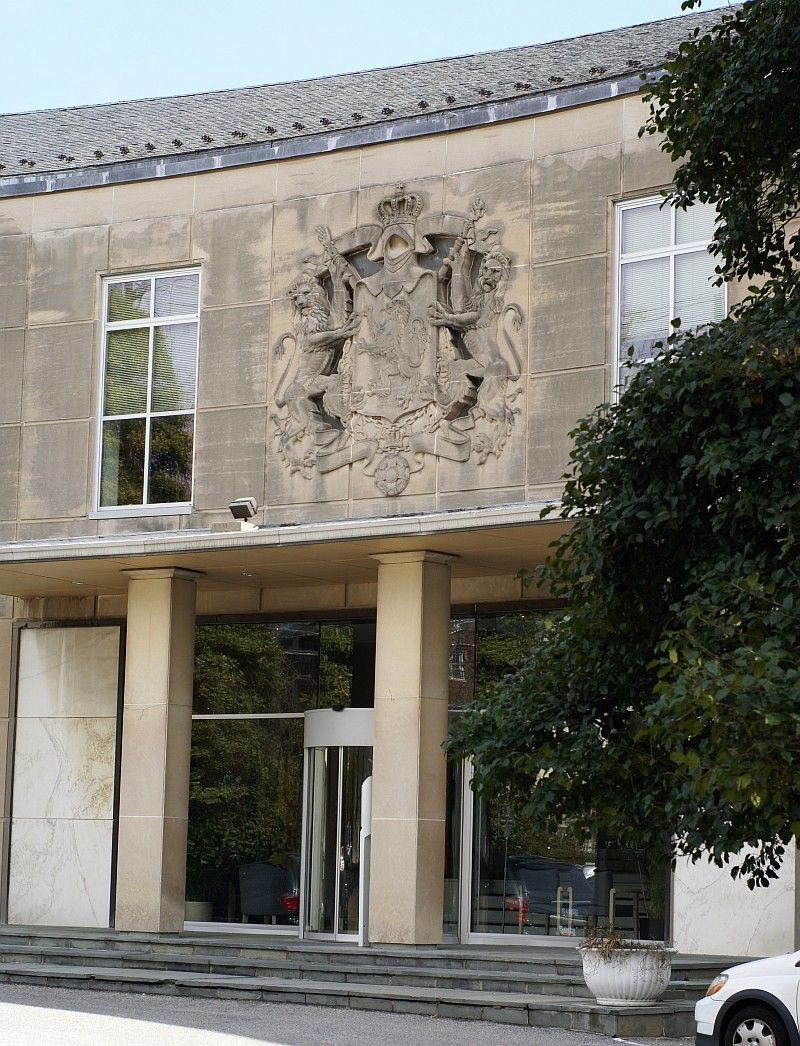
سفارتخانه بلژیک در واشنگتن دی سی.

فهرست سفارت‌های بلژیک، فهرستی از مراکز سفارتخانه و کنسولگری کشور بلژیک در سراسر جهان است. بلژیک دارای روابط دیپلماتیک نسبتاً گسترده‌ای در جهان است. بروکسل، پایتخت این کشور، هم‌اکنون به عنوان دفتر مرکزی ناتو و اتحادیه اروپا می‌باشد.

## آسیا
- جمهوری آذربایجان
  - باکو (سفارت)
- چین
  - پکن (سفارت)
  - گوانگژو (سرکنسولگری)
  - هنگ کنگ (سرکنسولگری)
  - شانگهای (سرکنسولگری)
- هند
  - دهلی نو (سفارت)
  - چنای (سرکنسولگری)
  - بمبئی (سرکنسولگری)
- اندونزی
  - جاکارتا (سفارت)
- ایران
  - تهران (سفارت)
- اسرائیل
  - تل آویو (سفارت)
  - اورشلیم (سرکنسولگری)
- ژاپن
  - توکیو (سفارت)
- اردن
  - امان (سفارت)
- قزاقستان
  - آستانه (سفارت)
- کره جنوبی
  - سئول (سفارت)
- کویت
  - کویت سیتی (سفارت)
- لبنان
  - بیروت (سفارت)
- مالزی
  - کوالالامپور (سفارت)
- پاکستان
  - اسلام‌آباد (سفارت)
- فیلیپین
  - مانیل (سفارت)
- قطر
  - دوحه (سفارت)
- عربستان سعودی
  - ریاض (سفارت)
- سنگاپور
  - سنگاپور (سفارت)
- تایوان (تایوان)
  - تایپه (دفتر بلژیک)
- تایلند
  - بانکوک (سفارت)
- ترکیه
  - آنکارا (سفارت)
  - استانبول (سرکنسولگری)
- امارات متحده عربی
  - ابوظبی (سفارت)
- ویتنام
  - هانوی (سفارت)

## آفریقا
- الجزایر
  - الجزیره (سفارت)
- آنگولا
  - لواندا (سفارت)
- بورکینافاسو
  - اوآگادوگو (سفارت)
- بوروندی
  - بوجومبورا (سفارت)
- کامرون
  - یائونده (سفارت)
- ساحل عاج
  - ابیجان (سفارت)
- جمهوری دموکراتیک کنگو
  - کینشاسا (سفارت)
  - لوبومباشی (سرکنسولگری)
- مصر
  - قاهره (سفارت)
- اتیوپی
  - آدیس آبابا (سفارت)
- کنیا
  - نایروبی (سفارت)
- مراکش
  - رباط (سفارت)
  - کازابلانکا (سرکنسولگری)
- نیجریه
  - ابوجا (سفارت)
- رواندا
  - کیگالی (سفارت)
- سنگال
  - داکار (سفارت)
- آفریقای جنوبی
  - پرتوریا (سفارت)
  - کیپ تاون (سرکنسولگری)
  - ژوهانسبورگ (سرکنسولگری)
- تانزانیا
  - دارالسلام (سفارت)
- تونس
  - تونس (سفارت)
- اوگاندا
  - کامپالا (سفارت)

## آمریکا
- آرژانتین
  - بوئنوس آیرس (سفارت)
- برزیل
  - برازیلیا (سفارت)
  - ریو دو ژانیرو (سرکنسولگری)
  - سائوپائولو (سرکنسولگری)
- کانادا
  - اتاوا (سفارت)
  - مونترال (سرکنسولگری)
- شیلی
  - سانتیاگو (سفارت)
- کلمبیا
  - بوگوتا (سفارت)
- کوبا
  - هاوانا (سفارت)
- جامائیکا
  - کینگستون (سفارت)
- مکزیک
  - مکزیکوسیتی (سفارت)
- پاناما
  - پاناماسیتی (سفارت)
- پرو
  - لیما (سفارت)
- ایالات متحده آمریکا
  - واشنگتن دی سی (سفارت)
  - آتلانتا (سرکنسولگری)
  - لس آنجلس (سرکنسولگری)
  - نیویورک (سرکنسولگری)
- ونزوئلا
  - کاراکاس (دفتر دیپلماتیک)

## اروپا
- اتریش
  - وین (سفارت)
- بلغارستان
  - صوفیه (سفارت)
- کرواسی
  - زاگرب (سفارت)
- جمهوری چک
  - پراگ (سفارت)
- دانمارک
  - کپنهاگ (سفارت)
- فنلاند
  - هلسینکی (سفارت)
- فرانسه
  - پاریس (سفارت)
  - لیل (سرکنسولگری)
  - مارسی (سرکنسولگری)
  - استراسبورگ (سرکنسولگری)
- آلمان
  - برلین (سفارت)
- یونان
  - آتن (سفارت)
- سریر مقدس
  - واتیکان (سفارت)
- مجارستان
  - بوداپست (سفارت)
- جمهوری ایرلند
  - دوبلین (سفارت)
- ایتالیا
  - رم (سفارت)
- کوزوو
  - پریشتینا (دفتر دیپلماتیک)
- لوکزامبورگ
  - لوکزامبورگ (سفارت)
- هلند
  - لاهه (سفارت)
- نروژ
  - اسلو (سفارت)
- لهستان
  - ورشو (سفارت)
- پرتغال
  - لیسبون (سفارت)
- رومانی
  - بخارست (سفارت)
- روسیه
  - مسکو (سفارت)
  - سن پترزبورگ (سرکنسولگری)
- صربستان
  - بلگراد (سفارت)
- اسپانیا
  - مادرید (سفارت)
  - آلیکانته (کنسولگری)
  - بارسلونا (کنسولگری)
  - سانتا کروس (کنسولگری)
- سوئد
  - استکهلم (سفارت)
- سوئیس
  - برن (سفارت)
  - ژنو (سرکنسولگری)
- اوکراین
  - کی یف (سفارت)
- بریتانیا
  - لندن (سفارت)

## اقیانوسیه
- استرالیا
  - کانبرا (سفارت)

## سازمان‌های چندجانبه
- بروکسل (مأموریت دائمی به اتحادیه اروپا)
- بروکسل (مأموریت دائمی به ناتو)
- ژنو (مأموریت دائمی به سازمان ملل متحد و دیگر سازمان‌های بین‌المللی)
- نیویورک (نمایندگی دائم به سازمان ملل متحد)
- پاریس (مأموریت دائمی به سازمان همکاری و توسعه اقتصادی و یونسکو)
- رم (نمایندگی دائم به فائو)
- استراسبورگ (نمایندگی دائمی به شورای اروپا)
- وین (نمایندگی دائم به سازمان ملل متحد و سازمان امنیت و همکاری اروپا)